# Perusierratangara
Perusierratangara (Phrygilus punensis) är en fågel i familjen tangaror inom ordningen tättingar.

## Utseende
Perusierratangaran är en knubbig finkliknande tangara. Hanen är gul med grått på huvud, vingar och stjärt. Hon har en liknande dräkt men är mattare i färgerna.

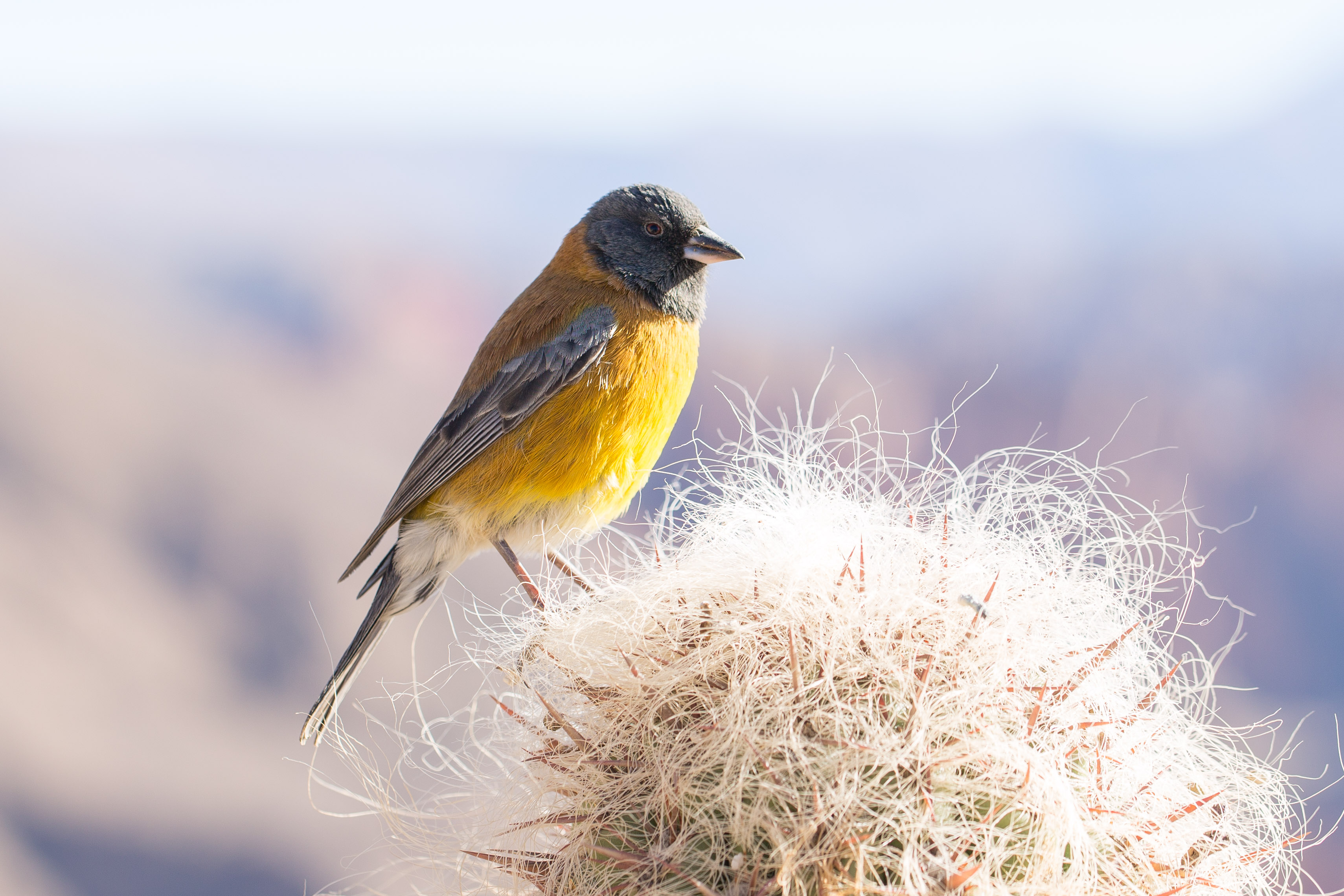

## Utbredning och systematik
Perusierrafink förekommer i Anderna i södra Peru och nordvästra Bolivia och delas in i två underarter med följande utbredning:
- Phrygilus punensis chloronotus – Cajamarca, Ayacucho och norra Cusco
- Phrygilus punensis punensis – Puno till nordvästra Bolivia (La Paz)

### Familjetillhörighet
Liksom andra finkliknande tangaror placerades denna art tidigare i familjen Emberizidae. Genetiska studier visar dock att den är en del av tangarorna.

## Levnadssätt
Perusierratangaran hittas i höga bergstrakter i olika sorters öppna och torra miljöer, som buskmarker, jordbruksbygd och Polylepis-skogar. Den ses ofta i grupper på marken, ibland med andra finkliknande tangaror.

## Status
Arten har ett stort utbredningsområde och beståndet anses stabilt. Internationella naturvårdsunionen IUCN listar den därför som livskraftig (LC).